# André d'Erlanger
Le baron André d'Erlanger, né le 24 novembre 1895 à Woodbridge (Royaume-Uni) et mort le 2 janvier 1937 à Lomaso, est un pilote automobile français, l'un des Bentley Boys entre 1927 et 1930. 
Au sein de l'écurie Bentley Motors, il participa entre autres à quelques éditions des 24 Heures du Mans, et termina ainsi troisième des 24 Heures du Mans 1929 avec son équipier Dudley Benjafield.

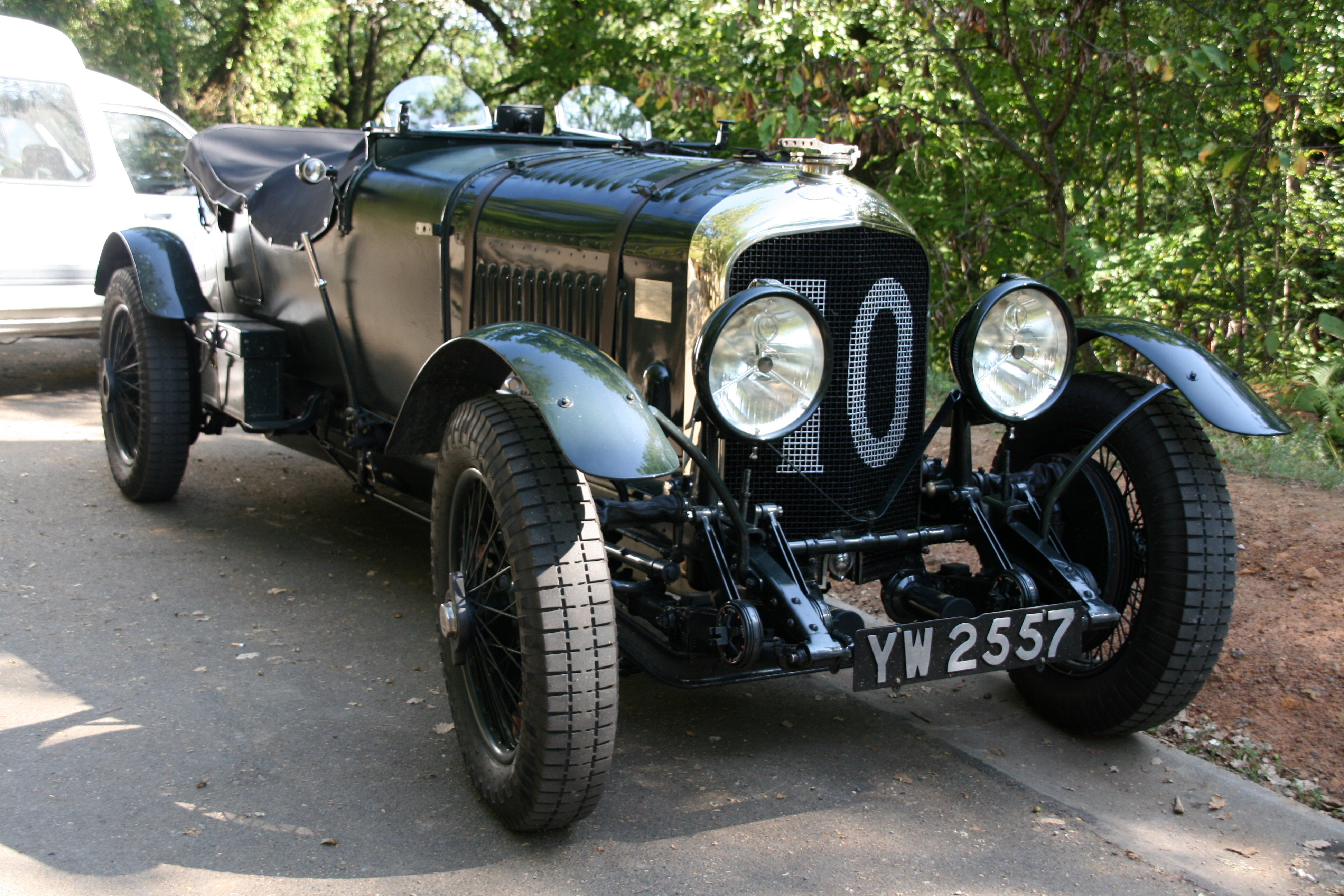
La Bentley 4½ Litre 3e en 1929.

## Liens externes

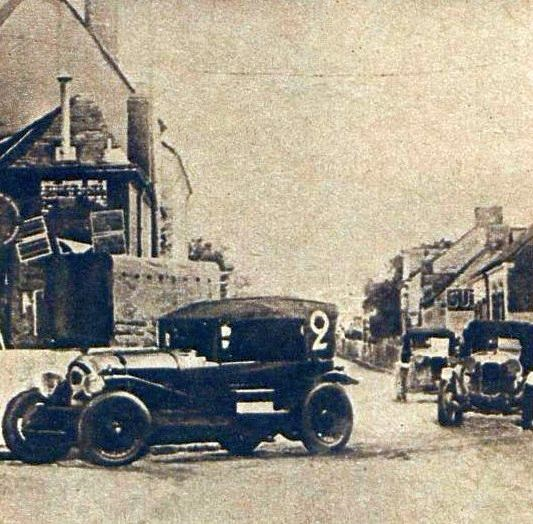
L'équipage d'Erlanger et Duller, sur Bentley 3 Litre Super Sport aux 24 Heures du Mans 1927.